# Isin

Isin, în dreapta jos pe hartă. Prima Dinastie Babiloniană

Isin a fost un oraș-stat în Mesopotamia.